# MR-8
El Movimiento Revolucionario - 8 de octubre (MR-8; en portugués: Movimento Revolucionário 8 de Outubro) fue una organización de izquierda de ideología marxista-leninista, que luchó contra la dictadura militar brasileña entre los años 1964 y 1985. El MR-8 tuvo como objetivo el establecimiento de un estado del modelo soviético. La fecha 8 de octubre significa el día que el famoso guerrillero Ernesto "Che" Guevara fue capturado por la CIA. Guevara, una figura simbólica desde su muerte en 1967, fue la inspiración de la oleada de movimientos guerrilleros en los años 1960 y 1970 a través del mundo.

## Raíces
MR-8 se formó en 1966 y originalmente fue conocido como Dissidência da Guanabara (Disidencia de Guanabara). Sus acciones ocurrieron en la universidad local de aquel estado. MR-8 ganó fama mundial, cuando guerrilleros del grupo secuestraron al embajador estadounidense Charles Burke Elbrick en un atentado conjunto con Ação Libertadora Nacional, el 5 de septiembre de 1969. Uno de los militantes del MR-8 que participó en el secuestro, el periodista Fernando Gabeira, luego se transformó en político del Partido Verde y ha escrito un libro acerca de su época como guerrillero titulado O que é isso, companheiro («Qué es eso, compañero»).
Como resultado de una escisión universitaria con el Partido Comunista Brasileño, el DI-RJ (desde 1967, MR-8) actuó en varias acciones del movimiento estudiantil y el inicio de la lucha armada, en 1968. Desarticulado por la acción del ejército brasileño a principios de 1969, sus sobrevivientes aún en libertad se unieron a los miembros de la Disidencia Comunista de Guanabara (DI-GB), activa desde 1966 en manifestaciones políticas bajo el liderazgo de Vladimir Palmeira, y juntos, reconstituyeron un "nuevo" MR-8.

## Acciones
MR-8 luchaba de manera similar a otras guerrillas urbanas de Brasil y del continente, como Montoneros (Argentina) o Tupamaros (Uruguay), realizando asaltos contra bancos y negocios, especialmente en el área de Río de Janeiro. En 1971 MR-8 expresó su apoyo a la deserción del oficial militar Capitán Carlos Lamarca a las filas de la Vanguardia Popular Revolucionaria (VPR), otro grupo guerrillero. Lamarca se alistó luego a MR-8 cuando la VPR había sido eliminada por la dictadura en 1970, y luchó con el grupo hasta su propia muerte, ocurrida el 17 de septiembre de 1971 por una emboscada en Pintada, un pueblo del estado de Bahía. Otra guerrillera famosa de la organización fue Iara Iavelberg, amante de Lamarca y asesinada solo dos días después que éste, en circunstancias extrañas.Según la Comisión Nacional de la Verdad, 434 opositores al régimen militar murieron y desaparecieron, entre 1946 y 1988, la mayoría de ellos durante el período dictatorial de 1964 a 1988.

En septiembre de 1969, miembros de la Dissidência Comunista da Guanabara (Dissidência Comunista da Guanabara (DI-GB) fue una organización política de extrema izquierda, formado por disidentes del Partido Comunista Brasileño después del golpe militar, pasó a formar parte del movimiento estudiantil, alcanzando gran influencia en las universidades a fines de la década de 1960) llevó a cabo el secuestro del embajador estadounidense en Brasil, Charles Burke Elbrick, entonces bajo el nombre de MR-8 (Movimiento Revolucionario 8 de Octubre), en honor a la organización de izquierda recientemente desmantelada y extinta en Río de Janeiro.

## Salida de los enfrentamientos; entrada a corredores de política
Hacia 1972 MR-8 envió a la mayor parte de sus militantes a Chile, donde se ligaron al MIR (Movimiento de Izquierda Revolucionaria) chileno. En las siguientes fases de la dictadura militar brasileña, el MR-8 enfocó principalmente en infiltrar a la oposición legal en Brasil, especialmente al Movimiento Democrático Brasileño. El periódico MR-8 fue Hora do Povo («Hora del pueblo»), que se publica hasta hoy. 
Además de Gabeira y Lamarca, otros militantes que se formaron en el MR-8 fueron los periodistas y políticos Franklin Martins, César Benjamin, y muchos otros. El MR-8 no se disolvió con el paso del tiempo, y sigue manteniendo una presencia en el Partido del Movimiento Democrático Brasileño (PMDB), en la central sindical Confederación General de Trabajadores Brasileña (CGTB), y entre estudiantes universitarios. Cuenta además con un brazo de juvenil, la (Juventude Revolucionária Oito de Outubro - JR-8).
Las filiaciones internacionales del MR-8 quedan con la izquierda mundial, especialmente con el presidente venezolano Hugo Chávez y el cubano Fidel Castro, no obstante que las políticas de PMDB son centristas, aunque el PMDB sea ligado a sectores más conservadores de la política brasileña.

## Ideas
Como un sucesor del antiguo Partido Comunista Brasileño y ALN, MR-8 tiene hoy una agenda más moderada que el PCB moderno y el PCdelB. Las ideas de MR-8 hicieron un factor menos importante que su poder interno en PMDB. El movimiento defendió que Saddam Hussein fuera liberado, antes de su muerte, con una campaña "Liberdade para Sadam".
En el segundo semestre del 2009, el movimiento decide formar su propio partido, el que participa en las elecciones del 2010 como base de apoyo a la candidatura oficialista Dilma Rousseuff del Partido de los Trabajadores, del presidente Lula da Silva. El MR8 continúa operando hasta el día de hoy, agregado con varias organizaciones políticas y sociales, como, por ejemplo, actual dentro de PMDB y PSDB; miembros del sindicato (inicialmente en CGT, actualmente en CGTB); y estudiantes, con sus miembros participando en varios consejos de la UNE. Su brazo juvenil es la Juventud Revolucionaria Oito de Outubro (JR-8). Una parte significativa de sus miembros ayudó a fundar el Partido Patria Libre en 2009.